# Прегер, Яков
Яков Прегер (пол. Jakub Preger; 3 января 1887, Кобрин Гродненской губернии — 1942, Отвоцк) — еврейский драматург. Писал на идише.

## Биография
Родился в семье бухгалтера на табачной фабрике. Рано лишился родителей. Воспитывался сперва у бабушки в Дрогичине, затем у дяди в Варшаве. С 1913 жил в Отвоцке. В 1908 дебютировал стихами и рассказами в ежемесячнике «Роман-цайтунг» (Варшава). Сотрудничал в периодических изданиях на идише «Дос Бух» и «Илюстрирте вельт». С середины 1920-х полностью перешёл к драматургии. Первая пьеса «Дер нисоен» («Испытание») была поставлена Виленской труппой в 1927.
По словам очевидцев был убит нацистами в Отвоцке во время оккупации.

## Произведения
- «Ойф ди вегн» («На дорогах») (1914, Киев)
- «Ойфн вег» («На дороге») (1919, Варшава)
- «Дер нисоен» («Испытание»)
- «Симхе Плахте»
- «Мейлех фрейлех»
- «Шлойме га-мелех» («Царь Соломон») (1932)